# Michel Mallevergne
Michel Mallevergne est un homme politique français né le 9 mai 1804 à Juillac (Corrèze) et décédé le 15 décembre 1877 à Limoges.
Avocat à Limoges, il y fonde un journal libéral qui s'oppose au ministère Polignac. Rallié à la Monarchie de Juillet, il devient substitut du procureur général à Limoges puis président de chambre à la Cour d'Appel. Il est représentant de la Haute-Vienne de 1871 à 1876, siégeant au centre-droit.